# Yakuza Princess
Yakuza Princess ist ein 2021 veröffentlichter Actionfilm. Er basiert auf der Graphic Novel Samurai Shiro von Danilo Beyruth. Der Film spielte 35.763 US-Dollar ein. In den Hauptrollen spielen Masumi, Jonathan Rhys Meyers, Tsuyoshi Ihara, Eijiro Ozaki, und Kenny Leu.

## Inhalt
Akemis Großvater wurde von einem Gangster getötet. Jetzt lebt die Waise Akemi in São Paulo. Mit 21 erfährt Akemi, dass sie einen Yakuza-Clan von ihrer Familie geerbt hat. Eines Tages kommt in Akemis Wohnung ein Fremder namens Shiro, der unter Gedächtnisschwund leidet. Er meint, dass ein uraltes Katana mit ihrer beider Schicksal verbunden sei. Akemi und Shiro suchen nach dem Schwert und sie möchten die Mörder hinter Akemis Familie ausfindig machen.

## Synchronisation
Die deutschsprachige Synchronisation entstand im Auftrag von Think Global Media GmbH in Berlin unter Dialogbuch und-regie von Heinz Burghardt.
| Rolle          | Darsteller           | Synchronsprecher  |
| Akemi          | MASUMI               | Josephine Schmidt |
| Shiro          | Jonathan Rhys Meyers | Norman Matt       |
| Chiba          | Toshiji Takeshima    | Bodo Wolf         |
| Armond         | Charles Paraventi    | Sven Brieger      |
| César          | Ricardo Gelli        | Dennis Sandmann   |
| Doktor         | André Ramiro         | Samuel Zekarias   |
| Kojiro         | Eijiro Ozaki         | Stefan Bräuler    |
| Mrs. Tsugahara | Mariko Takai         | Agnes Hilpert     |
| Saito          | Ken Kaneco           | Thomas Kästner    |

## Produktion
Oktober 2019 wurde bekanntgegeben, dass die Sängerin MASUMI mit Jonathan Rhys Meyers in der Hauptrolle sind. Der Film wurde in Brasilien gedreht. Am 10. Februar wurde bekanntgegeben, dass XYZ Films die Rechte für den Internationalen Markt gesichert hat, außer in Europa und in Südamerika. Am 6. April 2021 hat Magnet Releasing die Rechte für den USA erworben. In Deutschland kam der Film am 15. April 2022 von Capelight auf den Markt.

## Rezeption
„Die Verfilmung der Graphic Novel ‚Samurai Shiro‘ von Danilo Beyruth ist als Vehikel von Popstar Masumi angelegt, enttäuscht aber nicht nur wegen einer dünnen, formelhaften Story, sondern auch wegen einer ungeschickten Inszenierung der Action, die mit Brutalität und schnellen Schnitten vergeblich den Mangel an mitreißenden Martial-Arts-Choreografien auszugleichen versucht.“